# Stodůlky metróállomás
Stodůlky egy metróállomás Prágában a prágai B metró vonalán.

## Szomszédos állomások
A metróállomáshoz az alábbi állomások vannak a legközelebb:
- Luka (Černý Most)
- Zličín (Zličín)

## Átszállási kapcsolatok
| B (Zličín ↔ Černý Most) |                        |                         |
| Állomás                 | Átszállási kapcsolatok | Fontosabb létesítmények |
| Stodůlky                | 130, 142               |                         |